# Bandiera delle Isole Cook
La bandiera delle Isole Cook è una Blue Ensign con nella parte a destra un largo cerchio formato da quindici stelle a cinque punte, a simboleggiare ciascuna isola che forma lo Stato.

## Bandiere storiche

Bandiera del Regno di Rarotonga (1858-1888)
Bandiera del Regno di Rarotonga (1888-1893)
Bandiera della Federazione delle Isole Cook (1893-11 giugno 1901)
Bandiera del Regno Unito usata come bandiera delle Isole Cook (11 giugno 1901-24 marzo 1902)
Bandiera della Nuova Zelanda usata come bandiera delle Isole Cook (24 marzo 1902-23 luglio 1973)
Bandiera delle Isole Cook (23 luglio 1973-4 agosto 1979)